# Kliment Vorošilov (carro armato)
Il carro armato Kliment Vorošilov 1, o anche KV 1, era un carro pesante impiegato dall'Armata Rossa durante la seconda guerra mondiale. Prendeva il nome del Commissario alla Difesa dell'epoca.

## Storia
Nel corso degli anni trenta, l'Armata Rossa esplorò ogni possibile concetto nel campo dei mezzi corazzati e, nella categoria dei carri armati pesanti, realizzò una serie di progetti soprannominati "I mostri di Leningrado", caratterizzati dalla presenza di cannoni di diversi calibri suddivisi in più torrette. Questi mezzi non diedero risultati particolarmente incoraggianti e, d'altra parte, nel resto del mondo si andava affermando il carro da battaglia armato con un solo cannone montato in una singola torretta rotante per 360°.
La formula con più cannoni fu dura a morire ma la via che sarebbe stata seguita fino a oggi era ormai tracciata. Il primo carro pesante sovietico di formula convenzionale nacque nel 1938 su sollecitazione del Commissario Maresciallo Kliment Vorošilov e, pare, dello stesso Stalin che suggerirono all'Ingegner Kotin della Kirovskij Zavod di Leningrado di rimuovere la torretta anteriore con il cannone da 45 mm dal prototipo T-100 e utilizzarlo come base per un ulteriore prototipo da confrontare con l'SMK e con lo stesso T-100.
Nel corso dello sviluppo questo nuovo mezzo fu chiamato Kotin-Stalin, ma nel 1939 venne ribattezzato KV-1 Klim Vorošilov. Il via ai lavori arrivò il 1º febbraio 1939; il 9 aprile venne completato il simulacro a grandezza naturale mentre il primo prototipo fu pronto il 1º settembre 1939 e venne ufficialmente preso in carico il 15 dicembre. Fu uno dei tre carri pesanti sperimentali impiegati, con scarso successo, durante la Guerra d'inverno contro le fortificazioni della Linea Mannerheim in Finlandia. Dei tre mezzi valutati, il KV-1 fu quello che si comportò in modo meno negativo: subì l'esplosione del cannone ma lasciò presagire delle possibilità che gli altri carri pesanti, tutti di tipo multitorretta, non avevano.

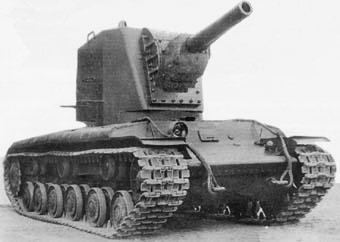
Il prototipo del KV-2, concepito alla fine del 1939

## La tecnica del prototipo
Il prototipo del KV-1 era armato con un cannone da 76,2 mm Mod. 39, montato in una torretta girevole per 360° fusa in un solo pezzo, ma, al momento dell'uscita di fabbrica, la torretta presentava anche, a sinistra del cannone, un pezzo da 45 mm, presto sostituito da una mitragliatrice da 7,62 mm. La massa totale era di 43 t e la corazza arrivava a 90 mm. Il motore era un Diesel V-2 da 500 CV, a 12 cilindri a V, apparentemente subito potenziato a 550 CV. Inizialmente il progetto prevedeva ampie scudature laterali per i cingoli, ma poi furono soppresse. Venne riprogettato anche il sistema di sospensioni. I rulli erano sei per lato, con cerchione in acciaio, e i cingoli, particolarmente larghi, scorrevano su tre rulli tendicingolo; il rullo di trasmissione, dentato, era quello posteriore. La costruzione della prima versione di serie ebbe inizio nel dicembre del 1939.
L'equipaggio si componeva di 5 persone: comandante-servente del cannone, puntatore-tiratore e secondo pilota-motorista nella camera di combattimento e nella torretta, pilota e mitragliere-operatore radio nella parte anteriore dello scafo. Il carro si guidava con le due leve di direzione, sulle quali era anche il comando del freno, mentre frizione e acceleratore erano a pedale; la leva del cambio, dalla corsa ampia e di difficile innesto, era a destra del sedile del pilota e selezionava cinque marce avanti e una indietro.
La visibilità in combattimento era ottenuta tramite un periscopio sul tetto dello scafo e un finestrino di vetro infrangibile. Il mitragliere aveva a disposizione una mitragliatrice leggera Degtiarev da 7,62 mm, alimentata con caricatori da 63 colpi, montata con uno snodo a sfera nella parte anteriore dello scafo. Ulteriori armi dello stesso tipo, da due a tre, potevano essere sistemate in altre posizioni, secondo i lotti produttivi e le versioni. Tutti i membri dell'equipaggio indossavano dei caschi dotati di auricolare e laringofono con i quali comunicavano fra loro mentre il comandante e il mitragliere avevano accesso diretto all'apparato radio.

## Le versioni
La prima versione di serie portava anche la designazione di progetto KV-76 ed era alternativamente indicata come KV-1 Mod.1940; la sua produzione venne trasferita dalle officine Kirov di Leningrado, che vennero in parte evacuate nell'autunno 1941 nel timore di una caduta della città sotto l'attacco tedesco, al gigantesco Tankograd Kompleks di Čeljabinsk.
Le prime informazioni dai fronti di guerra suggerirono alcune modifiche che vennero applicate alla successiva variante KV-1A nella quale i rulli erano realizzati per fusione ed erano di disegno differente, mentre l'armamento principale era rappresentato dal nuovo cannone anticarro F-32 Mod. 40 da 76,2 mm con canna più lunga; nel corso della produzione, comunque, furono montati anche cannoni di tipi e versioni differenti, tutti dello stesso calibro.

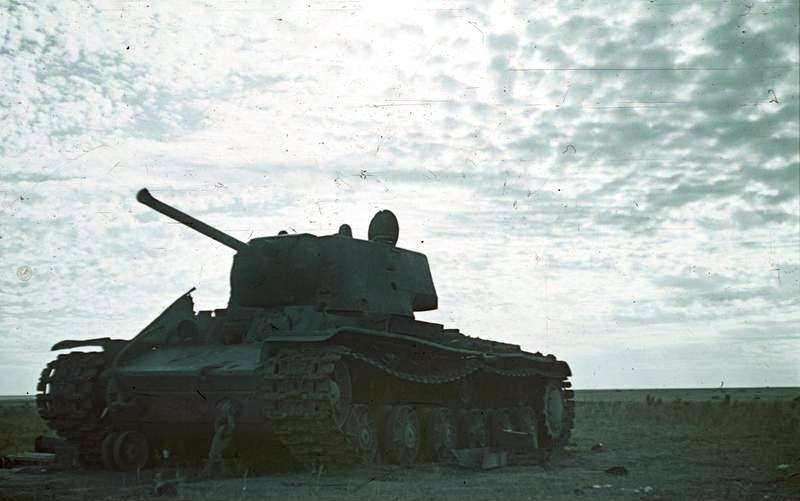
Un KV-1 messo fuori combattimento nei pressi di Stalingrado

La comparsa dei Panzer III tedeschi con cannone 5 cm KwK 39 L/60, in grado di perforare la corazza dei KV-1, indusse ad applicare sulle torrette delle piastre d'acciaio imbullonate; questa versione, indicata come KV-1B, apparve nel 1941 e i KV-1A ancora in linea furono aggiornati allo stesso modo. Lo spessore massimo della protezione arrivava a 110 mm e il peso totale del mezzo a 47 t.
Nel corso del 1941 il KV-1B cominciò ad essere prodotto anche con una nuova torretta realizzata per fusione. All'armamento venne aggiunta la mitragliatrice nella parte anteriore dello scafo. Sempre sul finire del 1941 apparve il KV-1C, con il quale si tentò di risolvere il problema del malfunzionamento di cambio e trasmissione, soprattutto per la difficoltà di inserire le marce. Anche il motore non era un modello di efficienza e richiedeva cambi d'olio troppo frequenti. Sul KV-1C la torretta venne nuovamente ridisegnata, anche se a prima vista non appariva molto diversa da quella del tipo precedente, e la protezione delle fiancate dello scafo venne portata a 120–130 mm. Per compensare l'aumento di peso a 47 t, il motore fu potenziato a 600 CV e la larghezza dei cingoli venne aumentata, ma la mobilità, comunque, ne risentì, con riduzione della velocità a 30 km/h. In tutto di queste versioni furono realizzati tra 3.015 e 3.117 esemplari.
Già nel febbraio 1940, partendo dallo stesso scafo dei KV-1 e KV-1A, venne realizzato il KV-2A o KV-2 Mod.1940, ideato praticamente insieme al KV-1 per l'impiego quale carro d'accompagnamento. Era caratterizzato da una sproporzionata torretta di forma quasi cubica, che non concedeva nulla all'eleganza ma era armata con un obice D-10 da 152 mm. Il solo cannone pesava 12 t e aveva un'elevazione variabile tra -5° e +12°, con la possibilità di impiegare due tipi di munizioni, costituiti da una granata del peso di 40 kg e una da 50 kg; la dotazione massima era di 36 colpi. Il KV-2 aveva difficoltà a manovrare la torretta quando non era perfettamente in piano e la sua velocità massima, a causa del peso di 52 t, era di soli 26 km/h. In tutto furono prodotti 334 kV-2, compreso un esemplare dotato della torretta di un'autoblindo BA-10 per incrementare la difesa posteriore. Nonostante un peso complessivo di 52 t e una corazzatura massima di 90 mm, questo mezzo risultava vulnerabile, sia perché particolarmente visibile sia perché le pareti piatte della sua torretta non avevano alcuna capacità di deviare i colpi. Nel gennaio 1941 apparve la versione migliorata KV-2B ma, non appena furono disponibili i semoventi SU-152, la produzione cessò, nel mese di giugno; alcuni KV-2B furono dotati di lanciafiamme.
Nonostante il suo nome, il T-150 è un KV-1 aggiornato. Ha lo stesso telaio e la stessa torretta, con alcuni notevoli miglioramenti: un'armatura aggiuntiva che porta la corazza a 90 mm da ogni lato, un motore migliorato a 700 hp e la possibilità montare il cannone ZiS-6 da 107 mm. Tuttavia la potenza di questo cannone poteva danneggiare il mezzo poiché montato in una torretta per cannone da 76 mm. Ne venne prodotto un esemplare nel 1941 e andò distrutto nella difesa di Leningrado.
Alla fine del 1940 apparvero anche due prototipi del KV-3, carro di rottura caratterizzato da una torretta dal considerevole sviluppo verticale, armato con un cannone F-30 o F-34 da 85 mm e tre mitragliatrici. La massa era di ben 63 t ma, grazie a un motore da 850 CV, il KV-3 raggiungeva i 33 km/h.
Nell'autunno 1942 fu prodotta in 1.233 esemplari la versione KV-1S alleggerita, con corazzatura che non superava i 60 mm e peso di 41,8 t. La torretta era ancora una volta ridisegnata, più bassa e dotata di cupola per il comandante e l'equipaggio passava a 4 uomini. Il motore da 600 CV consentiva una velocità di 40 km/h. Tuttavia il nemico a sua volta mise in linea carri con armamento ancora più potente e corazza più spessa. Il cannone da 76,2 mm era ormai inadeguato. Nacque così, in attesa dei nuovi carri IS la versione finale KV-85.
Questo carro, apparso nella primavera del 1943, aveva uno scafo simile a quello del KV-1C e del KV-1S ai quali univa una torretta di nuovo disegno, con cupola per il capocarro e cannone Mod. 44 da 85 mm con 71 colpi. Il KV-85 si distingueva nettamente dai precedenti. La torretta, completamente riprogettata, ospitava un cannone 85 mm L/51,6. La corazzatura era stata inoltre alleggerita, la velocità portata a 40 km/h e l'equipaggio portato a 4 uomini. Tale mezzo fu progettato per contrastare i carri tedeschi di ultima generazione anche se ne furono prodotti solo 102-130 esemplari, per essere poi sostituiti dai più moderni carri Iosif Stalin. In numero ancora più ridotto fu prodotta la versione KV-8. Quest'ultimo era armato con un cannone da 45 mm affiancato a un lanciafiamme ATO-41 con 670 litri di combustibile. Se era realizzato sullo scafo del KV-1S era designato KV-8S. Complessivamente, quando la produzione cessò, nella primavera del 1944 erano stati costruiti circa 13.000 scafi dell'intera famiglia, ma il numero di carri KV di serie prodotti è compreso tra i 4.247 e i 4.814 esemplari.

## Varianti minori
Il KV-1 fu uno dei più importanti carri sovietici della Seconda guerra mondiale e fu inevitabile che desse vita a versioni specializzate, prodotte in quantità limitata o a prototipi sperimentali.
- KV-1K: KV-1 con 8 rotaie di lancio per razzi RS-82 da 82 mm.[8]
- KV-2-1: versione del KV-2 con un cannone da 85 mm.
- KV-2-2: versione del KV-1S con un cannone antiaereo da 122 mm.
- KV-3: versione da 75 t armata con un cannone F-42 da 107 mm o con uno ZIS-6 dello stesso calibro.
- KV-4: progetto di una versione da 92 t a due torrette, ognuna armata con un cannone da 107 mm.
- KV-5: progetto di una variante da 150 t simile alla precedente.
- KV-6: cannone semovente con pezzo da 76,2 mm e due da 45 mm. La stessa designazione, probabilmente per un errore nelle registrazioni, è attribuita anche a un carro pesante per genieri armato di lanciafiamme.
- KV-7: progetto di un cannone semovente armato con due pezzi da 76,2 mm. La stessa designazione era applicata anche alla stesura di un progetto con un cannone da 76,2 mm e due da 45 mm.
- KV-9: un unico prototipo di un KV-1 armato con un obice U-11 da 122 mm.
- KV-10: la stessa designazione si trova applicata a un KV-1K lanciarazzi modificato e a una versione abbandonata del KV-85.
- Objekt 231: questa sigla di progetto è stata applicata a una non meglio precisata versione sperimentale e a un KV-12 dotato di dispositivi per l'emissione di cortine fumogene.
- KV-12: KV-1 armato di obice da 203 mm.
- KV-13: tentativo di "carro universale" polivalente. La stessa designazione indicava un semovente d'assalto con pezzo da 122 mm.
- KV-14: designazione iniziale del cannone semovente SU-152.
- KV-222: carro sperimentale da 51 t, con corazzatura fino a 90–105 mm e cannone da 76,2 mm.
- KV-T: carro recupero senza torretta.[9]

## KV-1 mit 7,5 cm Pak 40
Durante i combattimenti sul fronte orientale la Wehrmacht utilizzò diversi carri di preda bellica per rimpinguare gli effettivi delle proprie divisioni corazzate. Anche il KV-1 subì il medesimo destino. Il fatto interessante è che i tedeschi avrebbero apportato in almeno uno degli esemplari di cui entrarono in possesso delle modifiche relative alla sostituzione del cannone originario con uno di fabbricazione tedesca, ovvero il 7,5 cm KwK 40 a canna lunga (versione L/43), lo stesso montato su alcuni Panzer IV dalla versione F2 in poi assieme al più diffuso e leggermente più lungo L/48. I motivi di simili cambiamenti sono da ricercare nel fatto che il pezzo originario del KV-1, lo ZiS-5 da 76 mm, aveva un potere penetrativo sensibilmente inferiore rispetto al cannone tedesco: ad una distanza di 1.000 m il 7,5 Kwk 40 aveva una penetrazione teorica di 82 mm, mentre lo ZiS-5 di 61 mm.

## L'impiego
Fino al 1938 gli unici esemplari di carro pesante a disposizione dell'esercito russo erano i vecchi carri multitorretta T35. Questi carri erano ormai obsoleti, urgeva quindi pensare ad un valido sostituto. Chiamati Kliment Vorošilov in onore di Kliment Efremovič Vorošilov, celeberrimo maresciallo dell'Unione Sovietica, i primi esemplari furono inviati sul fronte finlandese, ma in modesti quantitativi. Invece, all'inizio dell'operazione Barbarossa, i tedeschi si trovarono ad affrontarne 500 esemplari nella parte meridionale del fronte, che furono gettati nella mischia già il 24 giugno 1941 e risultarono un'amarissima sorpresa per i carri germanici, dotati di un armamento insufficiente a perforarne le corazze.
Certo, il KV-1 aveva i suoi difetti: la durata dei cingoli era piuttosto limitata e minimo era il comfort dell'equipaggio, che lamentava la scarsa visibilità a portelli chiusi e la difficoltà di accesso e di abbandono del veicolo, soprattutto in situazioni di emergenza. Le prime torrette poi, erano di costruzione scadente e presentavano diversi punti deboli, esse non furono sostituite con il nuovo tipo fuso sino alla seconda metà del 1941. Il motore, al contrario, era di costruzione assai progredita e presentava un'alta percentuale di parti in lega leggera ricavate per fusione. Nel complesso, il mezzo era rustico, di lunga durata e privo di quei difetti che rendono un veicolo vulnerabile alle basse temperature. Esso, inoltre, si prestava ottimamente alla produzione su vasta scala nelle nuove officine, allestite in tutta fretta dopo la perdita della Russia occidentale.
Naturalmente l'apparizione del carro pesante provocò da parte tedesca l'introduzione di carri con cannoni sempre più potenti, sino ad arrivare al pezzo da 88 mm con il carro Tiger, iniziando quella competizione tra cannone e corazza che cessò soltanto con la fine del conflitto.
Il KV-1 aprì la strada verso il miglior carro pesante russo della guerra, lo IS (o "Stalin"), dal quale verrà gradualmente sostituito nel 1943. Rimase in produzione invece l'ottimo scafo, su cui verranno realizzati molti semoventi.